# Incoronazione della Vergine (Vivarini-d'Alemagna)
L'Incoronazione della Vergine è un dipinto tempera su tavola di Antonio Vivarini e Giovanni d'Alemagna realizzato nel 1444 e conservato a Venezia nella Chiesa di San Pantalon

## Storia
La collaborazione fra i due artisti, Antonio Vivarini originario di Murano, e Giovanni d'Alemagna probabilmente di origine tedesca, nacque dal matrimonio che Giovanni aveva contratto, in seconde nozze, con la sorella del muranese.
Il Vivarini, molto più giovane, aveva iniziato da poco l'attività artistica, mentre Giovanni aveva lavorato a Piacenza dove aveva ottenuto la cittadinanza grazie al matrimonio con Maddalena del fu Franceschino, e forse proprio causa la morte di questa arrivò a Venezia, dove firmò alcuni lavori nel terzo decennio del XV secolo.
La documentazione di questo connubio non consente di identificare quali siano stati i reali esecutori di alcuni dipinti, alcuni attribuiti all'uno o all'altro, vi è invece certezza che uno dei primi lavori eseguiti in collaborazione è il Trittico di San Moisè del 1443. Subito dopo, fu eseguita l'ancona dell'Incoronazione della Vergine per la cappella del Sacro chiodo posta sul lato destro accanto al presbiterio della chiesa veneziana di San Pantalon.

## Descrizione
Le ancone gotiche avevano nel XIV e XV secolo una precisa conformazione piuttosto complessa. Prevedevano infatti più edicole che rappresentavano una o più figure di santi, racchiusi in una cornice dorata molto lavorata dove la parte centrale era generalmente destinata alla Vergine, oppure al personaggio cui era intitolato l'oggetto della commissione. Il polittico era molte volte completato da una predella che raffigurava Cristo con i santi e una cimasa che poteva rappresentare la gloria di Dio padre. 

Contrariamente, l'ancona dell'Incoronazione della Vergine opera dei due artisti, è una complessa struttura unitaria, dove al centro la raffigurazione dell'incoronazione è imponente e vistosa. Cristo è rappresentato nell'atto di posare la corona alla Madonna che gli è di fronte genuflessa, sopra loro Dio padre e la colomba dello Spirito Santo. La struttura del trono è imponente con attorno una schiera di santi, come fosse una grande corte celeste, dove i santi sono posti come spettatori in una composizione a scalare come fossero classi sociali.

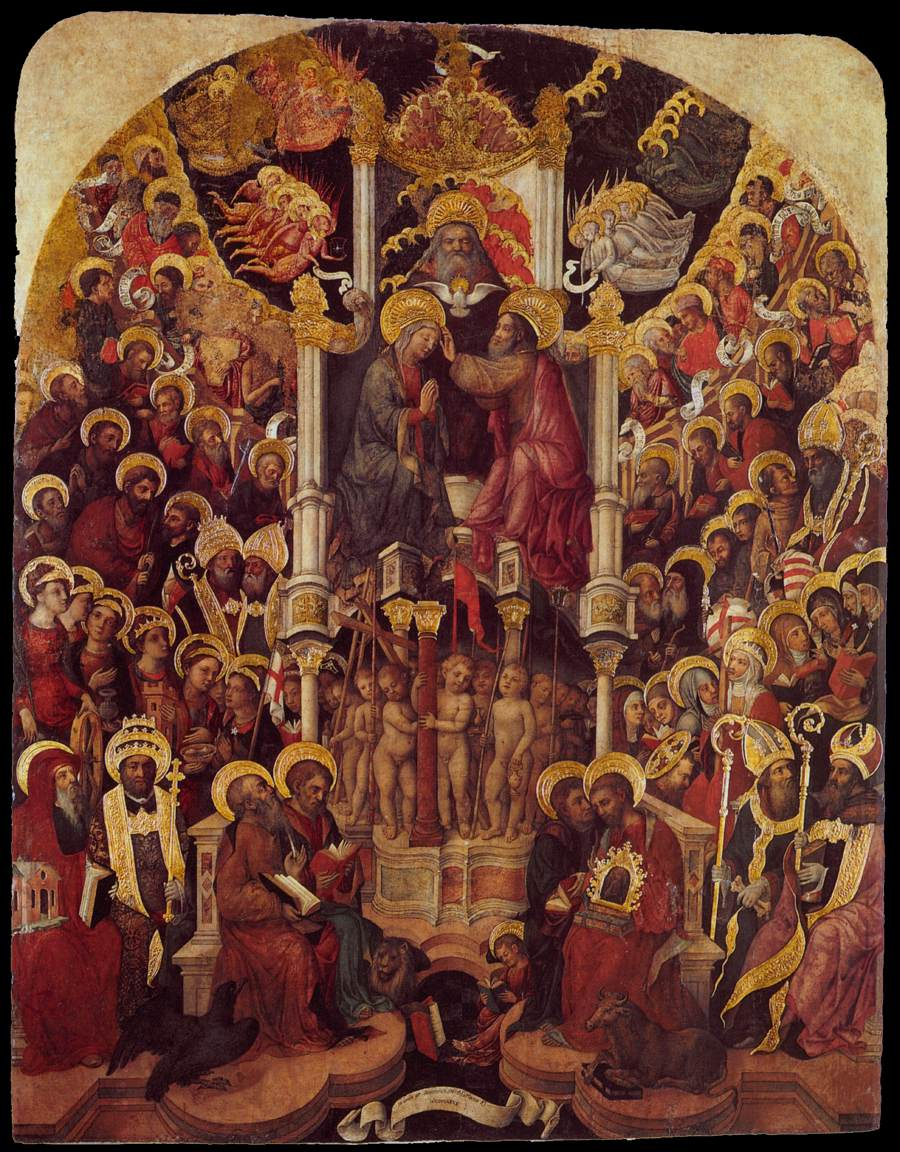
Michele Giambono - Incoronazione della Vergine

I quattro evangelisti raffigurati con gli attributi che li rendono riconoscibili, sono posti ai piedi del trono, a fianco a loro, due per lato, i Padri della Chiesa: i santi Gregorio Magno e Girolamo a sinistra e i santi Agostino e Ambrogio sulla destra. La classificazione prosegue nei livelli superiori fino a raggiungere nella parte più alta un coro di angeli in Paradiso. Mentre sotto il trono vi è raffigurato un folto gruppo di angioletti nudi che reggono i simboli della passione, raffigurazione prettamente classica. In alcuni tratti è possibile cogliere l'arte di Gentile da Fabriano, nelle sfumature di colore che da accese sfumano in tinte più delicate, nella morbidezza delle vesti, elementi ottenuti con una pennellata minuta, quasi fossero una miniatura.
L'incoronazione della Vergine è quella considerata la parte finale della storia della Madonna, generalmente messa in contrapposizione con i dipinti dell'Annunciazione, era quindi difficile riscontrare questo soggetto come pala d'altare. La medesima composizione del dipinto è
riscontrabile del dipinto di Michele Giambono conservato nell'Accademia di Venezia, ma di qualche anno successivo.